# The Narrows (Antarktika)
The Narrows (in Argentinien Canal Angosto, in Chile Paso La Angostura) ist eine schmale Meerenge vor der Fallières-Küste des Grahamlands im Norden der Antarktischen Halbinsel. Sie verläuft zwischen der Pourquoi-Pas-Insel und der Blaiklock-Insel und verbindet den Bourgeois-Fjord mit dem Bigourdan-Fjord.
Entdeckt und deskriptiv benannt wurde der Kanal durch Teilnehmer der British Graham Land Expedition (1934–1937) unter der Leitung des australischen Polarforschers John Rymill.